# Madureso (Dawar Blandong)
Madureso is een bestuurslaag in het regentschap Mojokerto van de provincie Oost-Java, Indonesië. Madureso telt 2122 inwoners (volkstelling 2010).